# توماس كارلسون
توماس كارلسون (بالسويدية: Thomas Karlsson)‏ هو كاتب وكاتب أغاني وموسيقي سويدي، ولد في 1972 في ستوكهولم في السويد.

## وصلات خارجية
- الموقع الرسمي
- توماس كارلسون على موقع ميوزك برينز (الإنجليزية)
- توماس كارلسون على موقع أول ميوزيك (الإنجليزية)
- توماس كارلسون على موقع ديسكوغز (الإنجليزية)